# 斯坦利·诺曼·科恩
斯坦利·诺曼·科恩（英語：Stanley Norman Cohen，1935年2月17日—），美国遗传学家。

## 经历
科恩就读于罗格斯大学，1956年获得学士学位。然后在宾夕法尼亚大学学习医学，1960年获硕士学位。1968年成为斯坦福医学院助理教授，1975年成为医学正教授，1977年成为遗传学教授。1978年和1986年间，他曾担任遗传学系主任。自1993年以来，他一直是医学院纪念李国鼎教授。
科恩最早对细菌染色体外的遗传物质——质粒感兴趣，他想方设法要将质粒移植到其他细菌。1973年，他与赫伯特·博耶成功将质粒导入其他细菌，以获得遗传效果，后来证明这种方法能适用于高等动物。这为基因工程奠定了基础。科恩后来还研究过抗生素抗性的发展和传播。1980年科恩获拉斯克基础医学研究奖，1981年获沃尔夫医学奖，1988年获国家科学奖章，1989年获国家技术奖章，2004年获阿尔巴尼医学中心奖、邵逸夫生命科学及医学奖。